# Атлас, Лев Евгеньевич
Лев Евгеньевич Атлас — исполнитель-альтист, доктор философии и музыковедения, профессор Королевской Шотландской консерватории. Концертмейстер группы альтов Шотландской оперы.

## Биография
В 1980 году Лев Атлас стал выпускником Ростовской государственной консерватории им. С. В. Рахманинова по классу альта профессора С. Б. Куцовского. Затем учился в аспирантуре Российской академии музыки им. Гнесиных — в классе профессора Я. П. Александрова. Начал работать альтистом Ростовского струнного квартета при Ростовской государственной филармонии.
Ростовский струнный квартет в 1983 году стал лауреатом Всесоюзного конкурса струнных квартетов им. Бородина, в 1987 году — дипломантом Международного конкурса им. Шостаковича. В 1989 году квартет стал лауреатом на международном Прокофьевском фестивале в Глазго.
Квартет выступал с гастролями в России, США, в странах Европы. В 1991 году Лев Атлас стал выступать как солист и концертмейстер в составе коллективов: ВВС, Royal Scottish Nataional Orchestra, Sсottish Simphony Orchestra, North Shore Philharmonic, Scottish Ensemble, Atlantic City Symphony Orchestra, Nordic Chamber Orchestra of Sweden, Scottish Chamber Orchestra.
В 1993 году Лев Атлас переехал жить в Шотландию в город Глазго. Стал концертмейстером группы альтов в оркестре Королевской Шотландской оперы. В 1995 году начался новый творческий этап — с известным американским пианистом Ф.Сильвером и виолончелистом А.Вольповым, Лев Атлас основал Трио имени Сергея Рахманинова.
Коллектив выступал в Мюнхене, Бостоне, Эдинбурге, в Карнеги-холл в Нью-Йорке, в Glasgow Royal Concert Hall, Usher Hall, AlbertHall и Wigmore Hаll в Лондоне. Лев Атлас выступал вместе со скрипачкой Николой Бенедетти, дирижером Ковент-Гарден Питером Мэннингом, скрипачом Тобиасом Рингборном, дирижером оркестра «Виртуозы Стокгольма» Марией Эклунд и виолончелистами Каринэ Георгиан и Ральфом Киршбаумом.
В 1997 году Лев Атлас стал профессором кафедры струнных инструментов Королевской консерватории Шотландии, класса альта и камерного ансамбля. Он был преподавателем В.Раубенхаймера, который впоследствии стал концертмейстером альтов Национального камерного оркестра Норвегии и концертмейстером Камерного оркестра Европы и Иржы Кабата — альтиста Государственного квартета Пражской филармонии.
В 2013 году Лев Атлас защитил докторскую диссертацию. Он стал первым исполнителем-струнником в Великобритании, который получил ученую степень доктора музыковедения и философии, причем ему присудили ученую степень сразу два института. Первый — Университет Сент-Эндрюса и Королевская консерватория Шотландии. Его научная работа называлась «В Тени Шостаковича», темой исследования была советская камерная музыка в период с 1970 по 1990 год.
Создатель серии мастер-классов «Трансцендентальный Альт», который стали популярны в Великобритании и других европейских странах.